# VIA 57 ウエスト

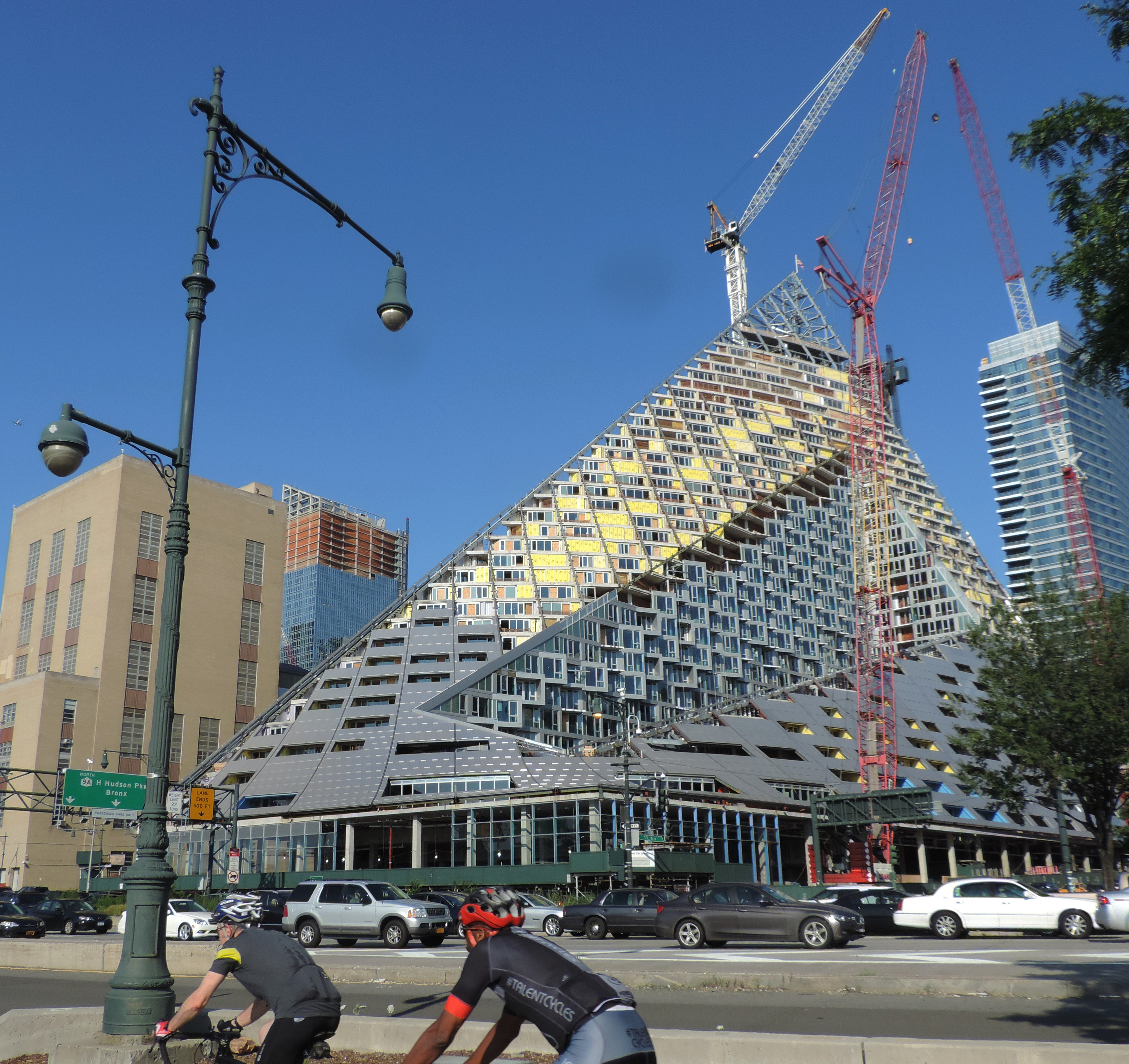
建設風景（2015年7月）

VIA 57 ウエスト (VIA 57 West、マーケティング名はVIΛ 57WEST) は、ニューヨーク市マンハッタン区ヘルズ・キッチン地区に開発中の住宅プロジェクトである。そのピラミッド型のビルは西57丁目に位置しており、以前はこのプロジェクトは、625 西57丁目 (625 West 57th Street) やWest 57th、または単にW57と呼ばれていた。設計はコペンハーゲンとニューヨークに拠点を置く建築事務所Bjarke Ingels Group (ビャルケ・インゲルス・グループ、BIG) による。The New York Timesによると、この名前は「ドライバーが南向きにウエスト・サイド・ハイウェイのスロープを下ってミッドタウンにちょうど入ってくる位置にビルがあるため、マンハッタンのゲートウェイのように機能している」ことから来ている（via〜とは、〜を経由するという意味がある）。

## 概要
2000年代初頭にen:Bjarke Ingelsは彼の妻とともにデンマークでニューヨークのデベロッパーen:Douglas Durstと会った。DurstはコペンハーゲンにあるIngelsのスタジオを2010年2月に訪れ、他の建築家とは違う独創性を感じ取った。「彼の作品で印象的なのは、それぞれの設計はとても違っていて、各現場にあったものになっている」と評価した。
2010年春、Durst Fetner ResidentialはBIGに、マンハッタンに新しい住宅の形をもたらすように委任した。2011年、BIGはニューヨークにW57の開発と建築を監督するためのオフィスを開設した。2012年半ばまでに、このオフィスのスタッフは約50名となり、2015年現在はニューヨークで150人以上の人員を雇っている。
ウエスト57はIngelsのニューヨークで初めての仕事となった。750ユニットのビルは、急な傾斜のファサードを持ったねじれたピラミッドの形をしている。全高は467フィート (142 m)で北西に面している。この三角形の構造は、ヨーロッパ式の建物が区画を取り囲む構造とマンハッタンの伝統的な高層ビルのハイブリッドであると説明されている。緑化された共用プラザの周りの角度のつけられたバルコニーを備え、このビルの区画はウォーターフロントとハドソン・リバー・パークと接続されている。住環境に配慮して、良い眺めを備える一方で、交通のノイズを減少させている。総床面積は80,000m2で、住居と小売施設を含んでいる。ビルの北側のファサードには45度歪んだバルコニーが並んでおり、Ingelsの以前の仕事であるコペンハーゲンのen:Ørestadセクションのen:VM Housesなどと同様のパターンとなっている。